# Yên Giang
Yên Giang là một phường thuộc thị xã Quảng Yên, tỉnh Quảng Ninh, Việt Nam.

## Địa lý
Phường Yên Giang nằm ở phía tây thị xã Quảng Yên, có vị trí địa lý:
- Phía đông giáp phường Quảng Yên
- Phía tây giáp thành phố Hải Phòng với ranh giới là sông Bạch Đằng
- Phía nam giáp phường Nam Hòa
- Phía bắc giáp xã Hiệp Hòa.

Phường có diện tích 3,73 km², dân số năm 2011 là 2.943 người, mật độ dân số đạt 789 người/km².

## Lịch sử
Trước đây, Yên Giang là một xã thuộc huyện Yên Hưng.
Ngày 12 tháng 6 năm 2006, Chính phủ ban hành Nghị định 58/2006/NĐ-CP. Theo đó, điều chỉnh 126,0 ha diện tích tự nhiên và 1.725 người của xã Yên Giang về thị trấn Quảng Yên quản lý.
Sau khi điều chỉnh địa giới hành chính, xã Yên Giang còn lại 356,1 ha diện tích tự nhiên và 2.575 người.
Ngày 25 tháng 11 năm 2011, Chính phủ ban hành Nghị quyết 100/NQ-CP. Theo đó, chuyển huyện Yên Hưng thành thị xã Quảng Yên và thành lập phường Yên Giang trên cơ sở toàn bộ 373,22 ha diện tích tự nhiên, 2.943 người của xã Yên Giang.